# Chondroscaphe venezuelana
Chondroscaphe venezuelana är en orkidéart som beskrevs av Franco Pupulin och Robert Louis Dressler. Chondroscaphe venezuelana ingår i släktet Chondroscaphe och familjen orkidéer. Inga underarter finns listade i Catalogue of Life.